# Aichi D3A
Pour les articles homonymes, voir Aichi (homonymie).
L'Aichi D3A, ou « Bombardier embarqué de Marine Type 99 » (en japonais : « 99式艦上爆撃機 »), est un bombardier en piqué biplace en tandem japonais, en service de 1940 à 1945, pendant la Seconde Guerre mondiale.
Dénommé Val par le code des Alliés du Pacifique, il fut le premier avion japonais à bombarder des objectifs américains, et aussi celui qui parvint à couler la plus grande quantité de navires de combat alliés. Cet appareil a participé à pratiquement toutes les opérations aéronavales japonaises de la Seconde Guerre mondiale.

## Origine
Au cours de l'été 1936, la Marine impériale japonaise lança une fiche-programme (11-Shi) concernant un monoplan d'attaque en piqué embarqué destiné à remplacer les biplans Aichi D1A. Aichi, Nakajima et Mitsubishi se portèrent candidats, seuls les deux premiers se voyant commander chacun deux prototypes. Le projet développé par Aichi Tokei Denki Seizo Co associait une voilure elliptique, inspirée du Heinkel He 70, et un fuselage au dessin assez proche de celui du Mitsubishi A6M Zero, malgré un poste de pilotage biplace en tandem. De construction entièrement métallique avec surfaces mobiles entoilées, il était conçu pour résister à une attaque en piqué, et pour simplifier la construction, un train d'atterrissage classique fixe caréné fut retenu, la traînée engendrée ne devant pas influer de façon importante sur les performances.
Propulsé par un moteur 9 cylindres en étoile Nakajima Hikari 1 (en) d'une puissance de 710 ch au décollage entraînant une hélice tripale métallique, le prototype débuta ses essais en janvier 1938. Les premiers essais se révélèrent décevants : sous-motorisé, l'Aichi AM-17 (désignation constructeur) était instable en évolutions larges, se mettait facilement en vrille en virage serré, les freins de piqué vibraient de façon dangereuse à 370 km/h, alors que la Marine demandait de porter la vitesse d'attaque à 440 km/h.
Le second prototype subit donc toute une série de modifications avant de voler à son tour : Le moteur Hikari fut remplacé par un 14 cylindres en étoile Mitsubishi Kinsei 3 de 840 ch sous un capot-moteur plus profond, l'empennage vertical fut agrandi pour améliorer la stabilité de l'appareil, la voilure fut légèrement allongée avec modification du dessin du bord d'attaque, et les aérofreins consolidés. Si la stabilité longitudinale laissait encore à désirer, ces modifications furent jugées suffisantes pour que l'Aichi AM-17 soit préféré à ses concurrents, et le biplace Aichi fut commandé en décembre 1939 comme « Bombardier embarqué de Marine Type 99, modèle 11 », ou « D3A1-11 ».

## Les versions
- Aichi D3A1 : Premier modèle de série, remotorisé avec un Kinsei 43 de 1 000 ch, les derniers exemplaires recevant un Kinsei 44 de 1 070 ch. La voilure était légèrement raccourcie, mais surtout une longue arête dorsale faisait son apparition, résolvant le problème de l'instabilité, au point que, devenu très maniable, le bombardier en piqué fut parfois utilisé comme chasseur. Outre six appareils de présérie, 470 D3A1 furent construits par Aichi à Funakata, entre 1939 et août 1942 ;
- Aichi D3A2 : En juin 1942, un D3A fut équipé d'un moteur Kinsei 54 de 1 300 ch. Désigné « Type 99 modèle 12 », cet appareil perdait de l'autonomie, en raison de la consommation plus importante du moteur. Des réservoirs supplémentaires étaient donc nécessaires, mais avec 900 litres de carburant, le Type 99 modèle 22 avait un rayon d'action suffisant pour être engagé dans les Îles Salomon. L'usine Aichi de Funakata produisit 815 D3A2 entre août 1942 et juin 1944, mais 201 exemplaires furent également construits entre décembre 1942 et août 1945 par Showa Hikoki Kogyo KK (en), à Tokyo. Le D3A2 se distinguait extérieurement du D3A1 par une verrière plus longue et plus pointue vers l'arrière, ainsi que le montage d'une casserole d'hélice ;

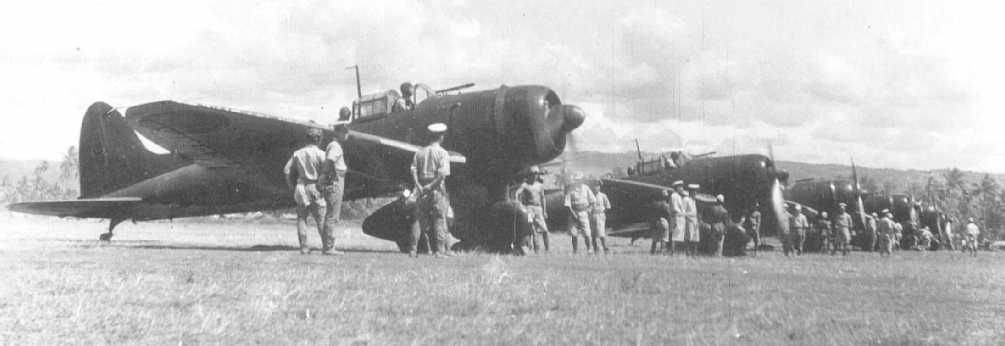
Alignement de D3A2 se préparant à décoller.

- Aichi D3A2-K : Appareils modifiés et dotés d'une double commande pour l'entrainement, désignés « Bombardier école de marine Type 99 modèle 12 » par la Marine Impériale ;
- Nakajima D3N : Nakajima tenta, sans succès, de développer une version réduite du D3A avec un train escamotable ;
- Yokosuka D3Y1-K Myojo : Pour assurer la formation des pilotes avec un appareil n'utilisant pas des matériaux stratégiques, le chantier naval de Yokosuka développa une version en bois du D3A, propulsé par un moteur Kinsei 54. Cinq exemplaires seulement furent construits, le retrait progressif des Val de première ligne permettant de disposer de « vrais » D3A2-K dans les unités d'entraînement.

## En opérations

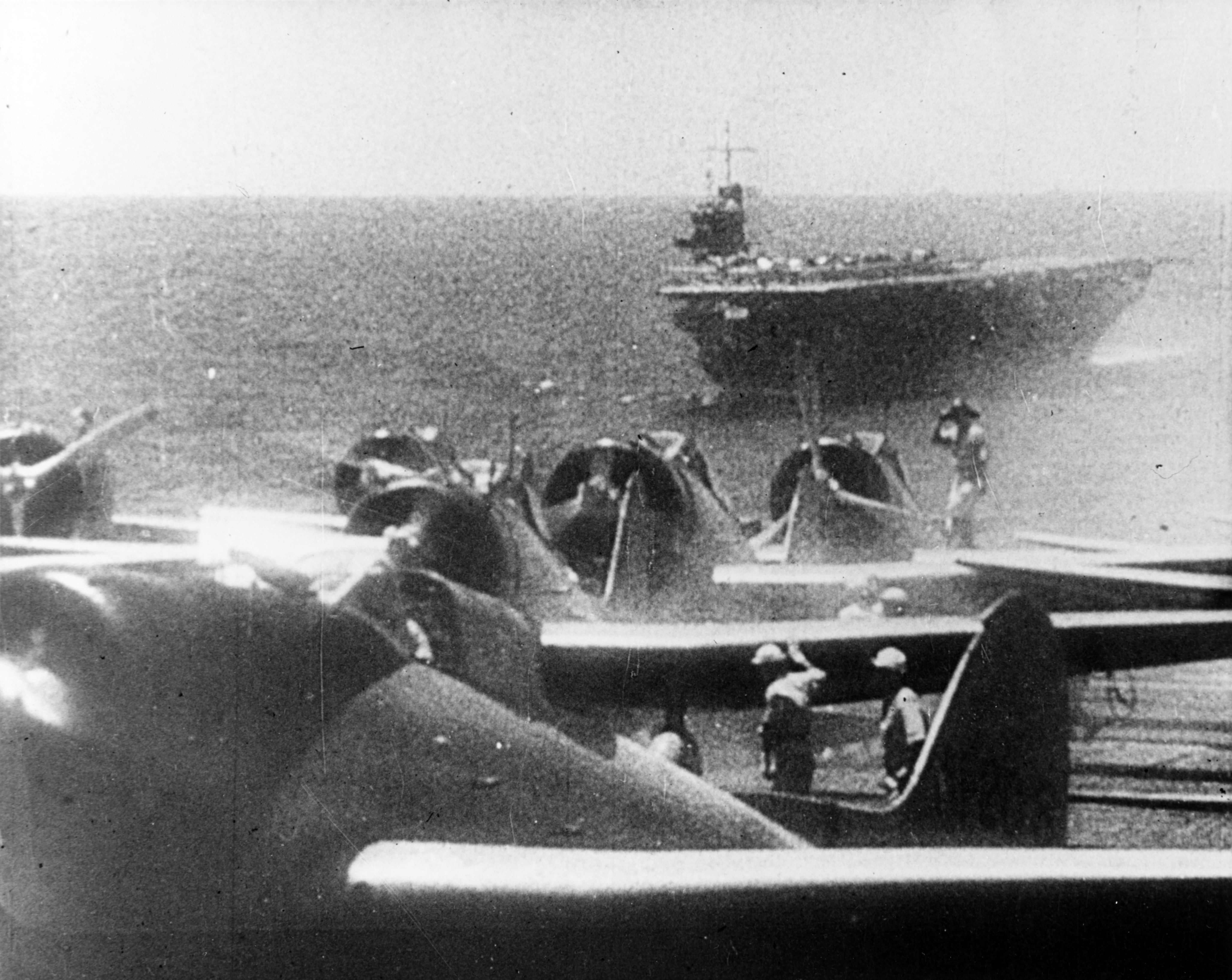
Aichi D3A1 se préparant à décoller pour attaquer Pearl Harbor, le 7 décembre 1941. Le porte-avions au second plan est le Sôryû.

Si l'Aichi D3A1 fut peu utilisé en Chine ou en Indochine en 1940, 126 Val constituèrent la première vague japonaise partie surprendre les installations militaires américaines de Pearl Harbor le 7 décembre 1941. Le D3A1 participa ensuite à toutes les opérations aéronavales japonaises durant les dix premiers mois de la guerre (12e, 14e, 31e, 32e, 35e, 40e, 541e et 582e Kōkūtai). Entre autres, le 5 avril 1942, durant le raid de la Marine Impériale dans l'océan Indien, ils envoyèrent par le fond les croiseurs HMS Cornwall et HMS Dorsetshire. Quatre jours plus tard, le porte-avions HMS Hermes, dépourvu d'avions, fut localisé au large de Ceylan et coulé à son tour avec son escorte : le destroyer HMAS Vampire, la corvette Hollyhock et deux pétroliers ravitailleurs.
À l'automne 1942, le D3A2 entra en service, les modèles antérieurs étant envoyés dans les écoles. Toutefois, après la bataille de Midway, le manque de pilotes expérimentés, combiné aux performances insuffisantes de cet appareil, commença à poser de sérieux problèmes. L'arrivée en première ligne du Yokosuka D4Y Suisei entraîna, en 1943, la relégation du Val aux unités basées à terre ou opérant depuis les porte-avions de petite taille.
En 1944, les forces américaines reprirent pied aux Philippines, où les D3A2 qui n'avaient pas regagné les unités d'entraînement au Japon, totalement dépassés, subirent de très lourdes pertes. En 1945, on trouvera encore des D3A2 en opérations, utilisés pour des attaques kamikazes.
En 1945, la guérilla indonésienne récupéra un certain nombre de D3A sur les anciennes bases japonaises, appareils qui furent rapidement détruits par l'aviation néerlandaise durant les opérations de police coloniale, entre 1945 et 1949.

## Le D3A au cinéma

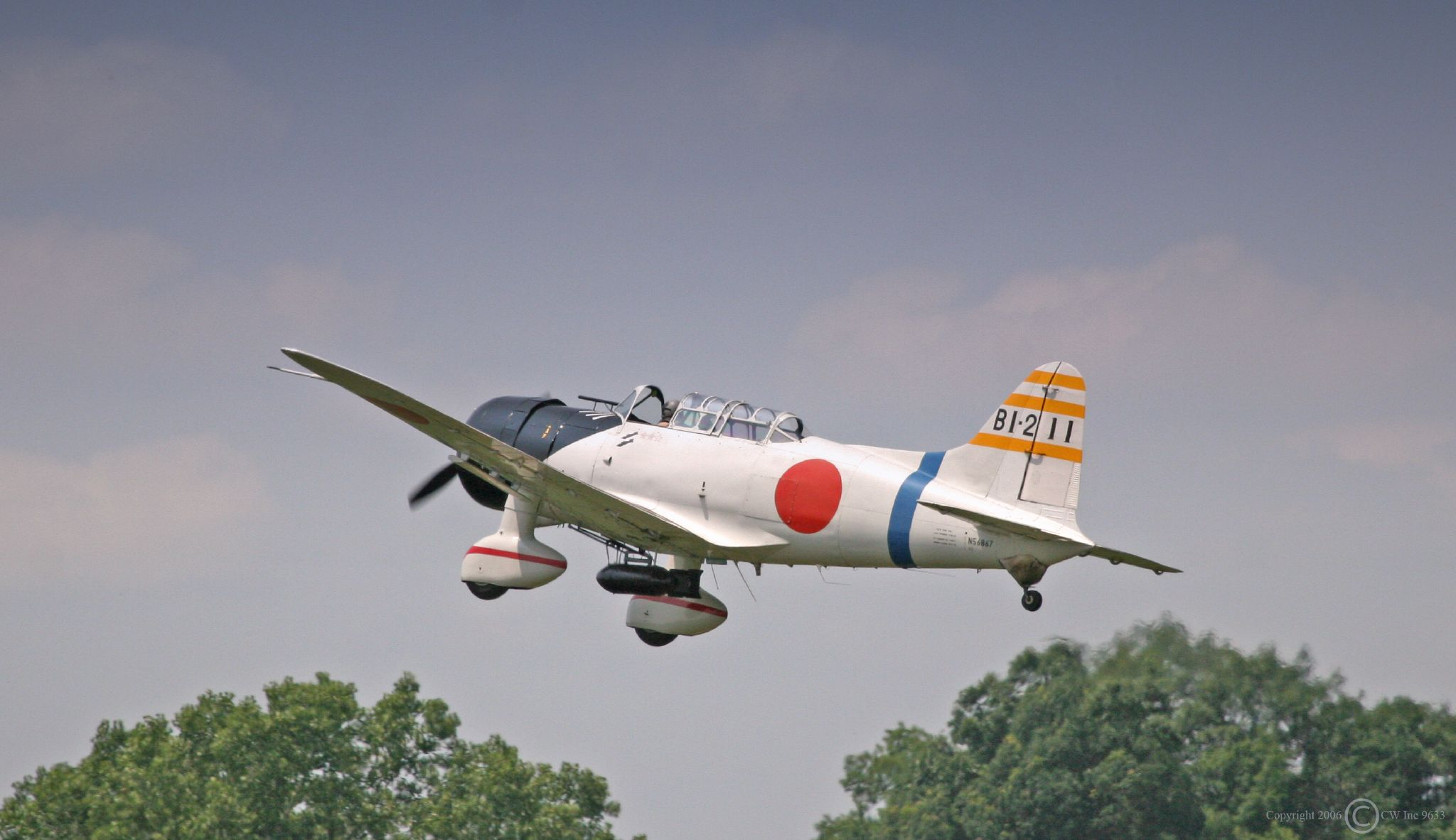
Réplique d'Aichi D3A au Geneseo Airshow. En 1968, un BT-13 Valiant (N56867) fut converti en réplique de Val pour être utilisé dans le tournage du film « Tora ! Tora ! Tora ! », volant sous les couleurs du Val « AI-244 » (Porte-avions Akagi). Le BT-13 a été maintenu dans cette configuration depuis, et est visible dans des shows aériens sous le code « BI-211 » avec les marquages du porte-avions Sōryū.

Des BT-13 Valiant furent utilisés par la Twentieth Century Fox pour le tournage du film « Tora ! Tora ! Tora ! », en 1970. Neuf exemplaires furent achetés en 1968 et modifiés pour ressembler à des bombardiers en piqué Aichi D3A Val, en allongeant leur fuselage et en modifiant la forme de leurs pare-brises et verrières. Les chasseurs Zéro et les bombardiers-torpilleurs Kate dans ce film étaient des T6 Harvard IV modifiés.
Après le tournage du film, le studio vendit les avions modifiés à des propriétaires privés. Quatre étaient encore en état de vol en 2007, servant au sein de l'escadron « Tora ! Tora ! Tora ! » de la Commemorative Air Force, qui réalise des reconstitutions de combats aériens pendant des meetings aériens. Plusieurs des appareils de « l'escadron Tora » ont également refait apparition sur le grand écran dans le film Pearl Harbor (film), tourné en 2001.